# جو بنيامين (ملاكم)
جو بنيامين (بالإنجليزية: Joe Benjamin)‏ مواليد 07 يوليو 1908 في بورتلاند - الوفاة 06 يوليو 1983 في سان فرانسيسكو، كان ملاكم محترف أمريكي صنّف ضمن فئة الوزن الخفيف.

## إحصائيات
خاض خلال مسيرته 70 نزالا، فاز في 51 وتعادل في 22 وخسر في 25. فاز بالضربة القاضية في 19 نزالا.

## روابط خارجية
- جو بنيامين على موقع بوكس ريك (الإنجليزية) (registration required)